# Minority
Minority — песня американской панк-рок группы Green Day. Она была выпущена как сингл их шестого студийного альбома Warning:. Песня осталась на позиции № 1 в течение пяти недель подряд на Billboard Modern Rock

## Музыкальное видео
Клип был выпущен в сентябре 2000 года Эваном Бернардом. Он был снят в центре города Сан-Диего.

## Список композиций
«Minority» (Radio version)

«Brat» (Live from Tokyo) — 1:42

«86» (Live from Prague) — 2:59

7"

Диск А

«Minority»

«Brat» (Live from Tokyo) — 1:42

Диск Б

1."Jackass"
«86» (Live from Prague) — 2:59

Промо песни

1."Minority" (Radio Edit)

«Minority» (Album Version) — 2:49

## Состав
- Билли Джо Армстронг — вокал, гитара, губная гармоника
- Майк Дёрнт — бас-гитара, бэк-вокал
- Тре Кул — барабаны

## Другие версии
- Другая версия в концертном альбома Bullet in a Bible

## Позиции в чартах
| Чарты (2000—2001)                 | Высшая Позиция |
| --------------------------------- | -------------- |
| U.S. Billboard Top 40 Mainstream  | 15             |
| U.S. Billboard Modern Rock Tracks | 1              |